# Heßbach (Lehrberg)
Heßbach war eine Gemeinde im Landkreis Ansbach (Mittelfranken, Bayern) und ist eine Gemarkung.

## Gemarkung
Die Gemarkung Heßbach hat eine Fläche von 5,108 km². Sie ist in 647 Flurstücke aufgeteilt, die eine durchschnittliche Fläche von 7894,91 m² haben. In ihr liegen die Gemeindeteile Oberheßbach und Unterheßbach.

## Geschichte
Am 13. September 1827 wurde die Bildung der Ruralgemeinde Heßbach genehmigt, zu der Oberheßbach und Unterheßbach gehörten. Sie war in Verwaltung und Gerichtsbarkeit dem Landgericht Ansbach zugeordnet und in der Finanzverwaltung dem Rentamt Ansbach (1919 in Finanzamt Ansbach umbenannt). In der freiwilligen Gerichtsbarkeit unterstanden zwei Anwesen in Oberheßbach von 1822 bis 1836 dem Patrimonialgericht Frohnhof und fünf Anwesen in Unterheßbach von 1820 bis 1848 dem Patrimonialgericht Rügland.
Ab 1862 gehörte Heßbach zum Bezirksamt Ansbach (1939 in Landkreis Ansbach umbenannt). Die Gerichtsbarkeit blieb beim Landgericht Ansbach, von 1870 bis 1879 war das Stadt- und Landgericht Ansbach zuständig, ab 1880 bis zur Auflösung der Gemeinde das Amtsgericht Ansbach. Die Gemeinde hatte 1964 eine Gebietsfläche von 5,104 km². Im Zuge der Gebietsreform in Bayern wurde diese am 1. Januar 1972 nach Lehrberg eingemeindet.

## Einwohnerentwicklung
| Jahr      | 1840   | 1852   | 1855   | 1861   | 1867   | 1871   | 1875   | 1880   | 1885   | 1890   | 1895   | 1900   | 1905   | 1910   | 1919   | 1925   | 1933   | 1939   | 1946   | 1950   | 1952   | 1961  | 1970   |
| Einwohner | 177    | 182    | 174    | 159    | 170    | 175    | 172    | 199    | 186    | 163    | 167    | 155    | 160    | 167    | 150    | 136    | 146    | 134    | 230    | 207    | 183    | 142   | 133    |
| Häuser    | 31     |        |        |        |        | 34     |        |        | 38     | 37     |        | 33     |        |        |        | 35     |        |        |        | 31     |        | 30    |        |
| Quelle    | [ 11 ] | [ 12 ] | [ 12 ] | [ 13 ] | [ 14 ] | [ 15 ] | [ 16 ] | [ 17 ] | [ 18 ] | [ 19 ] | [ 12 ] | [ 20 ] | [ 12 ] | [ 21 ] | [ 12 ] | [ 22 ] | [ 12 ] | [ 12 ] | [ 12 ] | [ 23 ] | [ 12 ] | [ 7 ] | [ 24 ] |

## Bodendenkmäler
In der Gemarkung Heßbach gibt es zwei Bodendenkmäler.

## Weblink
- Heßbach in der Ortsdatenbank des bavarikon, abgerufen am 3. September 2021.